# Транквіліно Гарсете
Транквіліно Гарсете (ісп. Tranquilino Garcete, 1907 — дата смерті невідома) — парагвайський футболіст, що грав на позиції півзахисника, зокрема, за клуб «Олімпія» (Асунсьйон), а також національну збірну Парагваю.

## Клубна кар'єра
Виступав за команду «Олімпія» (Асунсьйон). 

## Виступи за збірну
1930 року дебютував в офіційних матчах у складі національної збірної Парагваю. Протягом кар'єри у національній команді, яка тривала 2 роки, провів у її формі 3 матчі.
У складі збірної був учасником чемпіонату світу 1930 року в Уругваї, де зіграв в одному матчі з двох — переможному проти Бельгії (1:0)).